# 近親婚姻

堂表兄弟姐妹结婚（二级堂表兄弟姐妹或接近）在世界上的百分比（％）
<1
1–4
5-9
10-19
20-29
30-39
40-49
50+

近親婚姻泛指所有近親間的婚姻關係。這種行為在世界上的部分地區是被允許的，又在部分地區被視為亂倫禁忌。近親婚姻与近親性交的概念不能混為一談，近親性交表示有性行為，但雙方不一定有婚姻關係。

## 歷史
由於深受儒家文化影響，汉族、朝鮮民族有同姓不婚的原則，不能與同一父系祖先的男女結婚，但不禁止同一母系祖先的男女結婚。例如，漢惠帝的皇后张氏是同母姊魯元公主的女儿，漢武帝劉徹的皇后陈氏亦是姑姑館陶公主的女兒，清朝沈復與其妻陳芸為表姊弟。但儒學未普及時則沒有這種規定，例如：透過參照骨品制度，可以得知新羅的王族之間會通婚。同时，高麗王室家族也存在长期的近亲同姓甚至兄弟姊妹（如高丽光宗）通婚的传统。
天主教禁止近親通婚。然而，歐洲的王族、貴族等，由於經常互相通婚，非近親婚姻难以实现，因此得到教會特別豁免。但这一豁免也成为其離婚的藉口，从而在禁止離婚的教會中能因特殊的近親婚姻而獲准離婚。美国50个州有32个州宣布四親等以內的表兄弟姊妹和堂兄弟姊妹的婚姻非法。
19世紀初，北美和歐洲定居者的出生距離增加，但堂親、表親近親婚姻仍然延續了50年。
古埃及雖亦不承认近親婚姻，但因涉及维护權力統治者的血統純潔性，在某些情況下鼓勵近親婚姻。南非和中东国家20-50%的婚姻是在四等親以內的堂親或表親，甚至更亲近的亲戚之间。世界上10%的人类婚姻是与远房堂亲、表親，甚至更亲近的亲戚，或父母是表亲或堂親。

## 支持與反對

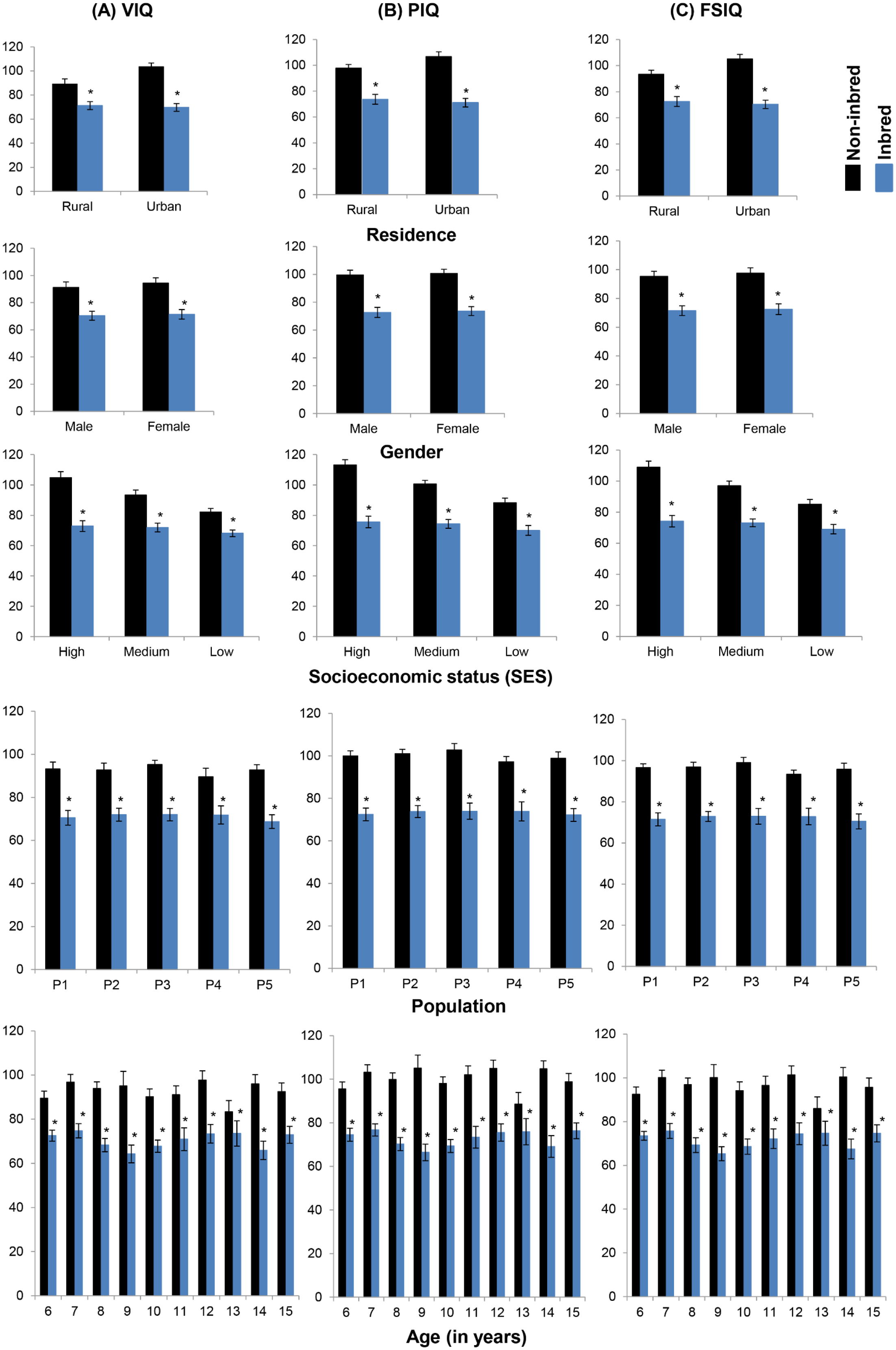
近亲婚和非近亲婚产下儿童的认知能力

### 支持論點
1. 反優生學說：近親生子之中產生缺陷後代的機率並不比非近親生子來得高。[5]
2. 婚姻非繁殖：即使近親生子的後代容易有缺陷，但近親間的婚姻並不代表他們一定會有後代。
3. 自由主義：戀愛自由是基本人權，兩個成年人彼此之間合意的婚姻，事實上與其他人都無關係。[6]
4. 厭惡說：厭惡說的論據理由是出自對童養媳的研究，然而事實上童養媳與小丈夫是因婚姻強制規定的近親，雙方無真正血緣可言。厭惡說僅能證明了任何在同一屋簷下長大的同輩異性不易對彼此產生性慾望，亦可反推得出非血親同輩異性間也會有性厭惡，如孤兒院的院童；另一部分厭惡說卻也指出了人類的性吸引以至於性交，其實與動物沒太大分別。認為動物有近親趨避交配本能，是以人類角度去觀察動物，然而動物的交配僅單純為了繁衍後代，人類則未必。

### 反對論點
1. 優生學說：近親婚姻可能帶有近親性交，而其後代畸形與智能障礙的機率偏高。（參見近親繁殖）如：美國曾有世居在阿帕拉契山脈的福格特（Fugate）家族，有正鐵血紅蛋白血症基因，又近親通婚，生下的後代容易為藍或紫色的皮膚；在過數代與外人通婚之後，子孫漸漸不復見此症狀。(但該家族皮膚藍色或紫色只是外觀上與他人不同，如同白種人與黃種人一樣，生活起居均正常)[7]
2. 厭惡說（sexual aversion hypothesis）：即韋斯特馬克效應，是芬蘭人類學家威斯特馬克（Edward Westermarck，1862-1939）提出的假說。他認為從小在同一家庭一起長大的異性，會對彼此發展性關係感到厭惡，久之形成禁止近親性交，原因是因為對彼此太過熟悉，以致失去了性慾望；反之從小分離的近親，相遇後容易產生與對方性交的衝動，即遺傳性性吸引。而近親性交的比例以父女（母子）為最多（異輩近親性交），恰巧可證明威氏此說，因為發生性交的兩方不是同時長大成人的。
3. 經濟說：在父權社會中，因為女性是部族的可交易資產，族群之間為了拓展勢力，與外族聯合，故禁止族內血親性交或近親通婚。
4. 保護說：避免家中年長者性侵年幼者，及鼓勵同輩嫁娶。支持此一說者會提出動物有：
1.成年雄性會離開家庭；2.雌性會延遲性成熟避免與父親性交；3.無成年雄性在的家庭，子女輩會有性早熟等的現象，認為近親性交禁忌屬於生物本能。
5. 性競爭說：家（族）長者的性自私心態，年老者防備同族年輕者取代自己在家中異性間的性地位，而定出禁忌，藉由強制規定迫使子輩只能與家族以外的異性性交，年長者可繼續保有在家庭內絕對的性支配權。持此說者認為母系的一妻多夫或者父系的一夫多妻婚姻制都是出自這種心態演變出的變形，屬於文明演變造成的壓抑。
6. 贖罪說：佛洛伊德曾提出假說，在遠古社會中，因兒子弒父（見伊底帕斯）後心中愧疚，乃放棄與家中姊妹與母親的交配權而外娶，傳至後代形成禁忌。(即戀母情結)
7. 人格逆退說：長期近親性交的人，長大後會產生心態停留在早幼期對父母的依賴階段（如上下輩近親性交），不夠獨立與成熟，也會對社會溝通產生畏懼。

### 生物學的理由
近親繁殖會導致同型合子的增加，也就是同樣的等位基因出現在成對染色體中的相同位置，這是因為比起無血緣者近親擁有更多相同的等位基因，隱性的有害等位基因在異型合子的配對時不會啟動和形成危害，但在同型合子時會造成嚴重的成長缺陷。這一類的後代會有更高的機率在到達繁殖年齡前就死亡，導致遺傳學所稱的近交衰退現象（在攜帶有害隱性基因的群體內，因近親繁殖造成的適應力下降）。隱性基因可能包含各種遺傳問題，有同樣基因的人結合的後代會有更高的可能性發病。雖然男性無隱性血友病基因，但如果一個有血友病的男孩與他可能帶原血友病的姐妹有親密關係，他們的小孩會有更加高的機率得血友病。对查谟407名儿童的研究显示，近亲结婚家庭后代的智商低24.47点。
一些人類學家將生物學納入對近親性交禁忌的研究，他們主張對近親繁殖的厭惡並沒有生物學上的基礎，因為近親繁殖在生物學上可能是好事。其中的一個代表Leavitt寫道:「小群體近親繁殖，雖然最初會增加隱性有害基因在染色體相同位置成對的機率，但會很快將這類基因從繁殖庫中淘汰，因而降低遺傳負荷。」（Leavitt 1990, p.974）
其他專家聲稱這個觀念是對遺傳學和自然選擇的基本誤解。他們主張雖然這在技術上可行，但近親繁殖在長遠上的正面影響幾乎總是無法實現，因為適應能力下降的短期影響就足以遏止近親繁殖。這類情形只曾發生在符合極端少見條件的案例上，例如嚴重的人口瓶頸、或畜牧業的人工強迫挑選。要達成「淨化」，近親配對的後代必須是同型合子顯性（無不良基因）和隱性（繁殖前死亡），若之中有異型合子後代，他們就可能無症狀的將缺陷基因傳下去，更麻煩的是，此模式無法解決多重有害隱性基因（多數人有多於一的有害隱性基因）和多重位置基因鏈結。突變的產生會打消對不良基因的清洗效果，有證據顯示同型合子個體會有更高危險性成為病原體。因為這些複雜因素，近親繁殖要越過初期適應力損傷的關卡極端困難。（Moore 1992, Uhlmann 1992）
因此自然界少見近親繁殖，且多數有性生殖的生物天生就有近交迴避，避免近親交配的機制。Pusey & Worf（1996）和Penn & Potts（1999）兩者都從血緣識別啟發法中發現某些生物擁有從進化得來的近親繁殖厭惡心理的證據。

## 現代法律

世界各地关于第一代表亲婚的法律情况
第一代堂表兄弟姐妹的婚姻關係合法
有限制或例外的允许
合法性與否依赖于宗教或文化
法律禁止堂表兄弟姐妹的婚姻關係，但不视为犯罪
有例外的禁止
刑事犯罪
无资料
全世界大约有10%的婚姻发生在第二代堂表兄弟姐妹之间或更接近。截至2001年，有人估计世界人口居住在与各种级别近亲结婚的国家的百分比：小于1％血缘，18%；1–10%血缘，47%；10–50+%血缘，17%；未知，18%。总速度似乎呈下降趋势。

### 中国大陆
《中华人民共和国民法典》第一千零四十八条禁止直系血亲和三代以内的旁系血亲结婚。如有前述情况，根据第一千零五十一条之规定，该婚姻无效。

### 香港
香港《婚姻條例》（第181章）规定，有若干血親（如直系和近親，但不包括堂或表親）及姻親關係者不得結婚（見第27條和附表5）。如果跟血親和近親發生性行為，則屬亂倫罪（第200章《刑事罪行條例》第47及48條），但不包括無血緣關係的姻親。在上述法律規範下，「亂倫」及「禁止婚姻」二者的對像並不等同，某些關係（例如與甥或姪之間，或指明情況下的前姻親關係）被禁止通婚，但發生性關係不屬亂倫。

### 澳門
直系血親關係及二親等內之旁系血親關係亦為禁止性障礙，存有該等關係之人彼此不能結婚。

### 中華民國
中華民國政府關於近親婚姻之規定，乃係規定於民法第四編親屬當中。根據1930年12月3日制定26日公布，1931年5月5日施行的民法親屬編第983條之規定，直系血親、直系姻親、旁系血親及旁系姻親輩分不相同者（但旁系血親八親等以外，旁系姻親五親等以外者，不在此限）、八親等以內旁系血親輩份相同（但表兄弟姊妹則不在此限）之親屬不得結婚，而且姻親結婚之限制，於姻親關係消滅後，亦適用之。
民法第983條在臺灣於1985年5月24日修正6月3日公布時，第三款旁系血親之輩分相同，而在八親等以內禁婚的但書，改成六親等及八親等之表兄弟姊妹，不在此限，使本來可以結婚的四親等「表兄弟姊妹」被納入禁婚親的範圍之內，另外增設第三項：「第一項直系血親及直系姻親結婚之限制，於因收養而成立之直系親屬間，在收養關係終止後，亦適用之。」
民法第983條於1998年5月28日修正6月17日公布時，將禁婚親的範圍放寬，將旁系血親禁婚的範圍限制在六親等以內，同時因為收養而成立之四親等及六親等旁系血親，其輩分相同者可以結婚。另外，旁系姻親也僅限制五親等以內輩分不相同者不得結婚。
值得注意的是，第983第2項尚規定，「前項直系姻親結婚之限制，於姻親關係消滅後，亦適用之。」、第3項規定「第一項直系血親及直系姻親結婚之限制，於因收養而成立之直系親屬間，在收養關係終止後，亦適用之。」亦即，即使在直系姻親間，姻親關係因結婚撤銷或離婚而消滅，仍然不得結婚。而收養關係在嗣後即使收養關係終止，但原本具有的直系血親或直系姻親關係本應因收養關係終止而消滅，但因該規定，當事人仍不得結婚。而違反民法第983條之規定所締結之婚姻，依據民法第988條係屬於「無效」之婚姻。所謂「無效」，為當然無效（無須呈訴、非經判決，若有爭執，可起訴確認）、絕對無效（不限當事人皆可主張）、自始無效（自始不生婚姻之效力）。
然而，關於親屬之事件，在民法親屬編修正前發生者，原則不適用修正後之規定，就是舊法有效的近親婚姻，不自動因爲新法才規定近親禁婚而「溯及既往」失效。

### 其他地區
在歐洲（除比利時、盧森堡、希臘、羅馬尼亞、保加利亞、塞爾維亞、克羅埃西亞、波士尼亞與赫塞哥維納、北馬其頓、蒙特內哥羅、烏克蘭十一個國家外）、加拿大、中南美洲、非洲、西亞（除亞塞拜然外）、中亞（除烏茲別克外）、東南亞（除越南、菲律賓外）、大洋洲，一級堂表兄弟姊妹之間的婚姻都是合法的。美國也有18個州的法律允許一級堂表兄弟姊妹結婚，在明治时代前，日本皇室也有近亲通婚的习惯。

## 外部連結
- 柴住真裕子.  [中世紀歐洲的婚姻——近親婚與中世紀天主教教會]. （原始内容存档于2009-09-12） （日语）.
- . （原始内容存档于2009-08-27） （日语）.
- Bittles, Alan; Black, Michael. . consang.net.   [2022-06-23]. （原始内容存档于2020-11-02）.
- Dougherty, John. . phoenixnewtimes.com. 2005  [2022-06-23]. （原始内容存档于2012-11-03）.
- Kershaw, Sarah. . The New York Times. 2009  [2022-03-28]. （原始内容存档于2020-02-25）.
- . law.academic.ru.   [2022-06-23]. （原始内容存档于2021-01-17）.
- . merriam-webster.com.   [2022-06-23]. （原始内容存档于2022-06-23）.